# Réserve naturelle nationale de Passy
Ne doit pas être confondu avec Réserve naturelle nationale de Sixt-Passy.
La réserve naturelle nationale de Passy (RNN50) est une réserve naturelle nationale située en Haute-Savoie. Face au massif des Aiguilles Rouges et du Mont-Blanc, elle domine la partie moyenne de la vallée de l'Arve. Les 1 800 hectares qu'elle protège depuis 1980 assurent le trait d'union entre les réserves naturelles de Sixt-Passy et des Aiguilles Rouges à la jonction entre terrains sédimentaires et cristallins.

## Localisation

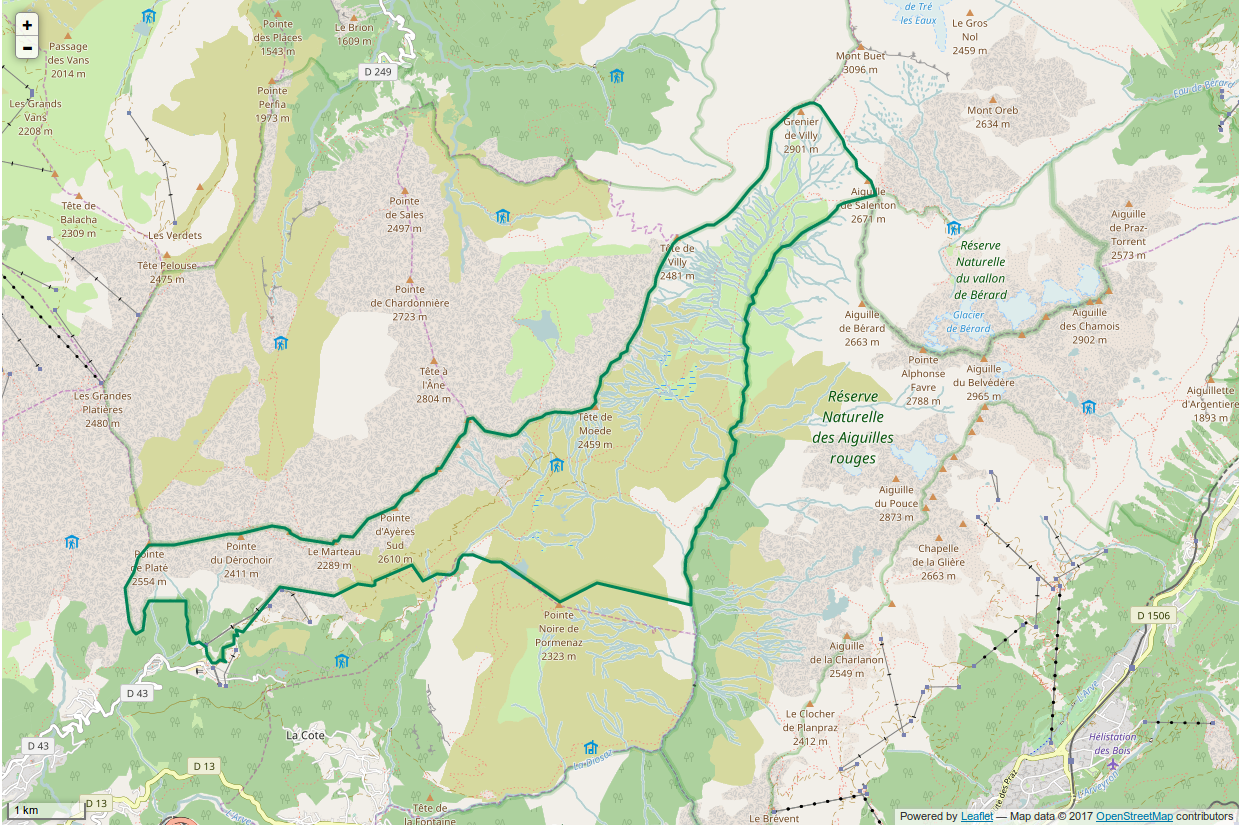
Périmètre de la réserve naturelle.

La réserve naturelle de Passy se trouve dans la région Auvergne-Rhône-Alpes en Haute-Savoie sur la commune de Passy. Elle a la forme d'une bande de 12 km de long pour 2 km de large qui englobe le versant méridional de la chaîne des Fiz et une partie du massif de Pormenaz. L'altitude varie entre 1 347 m et 2 901 m au Grenier de Villy et recouvre les étages montagnard, subalpin et alpin.

## Histoire du site et de la réserve

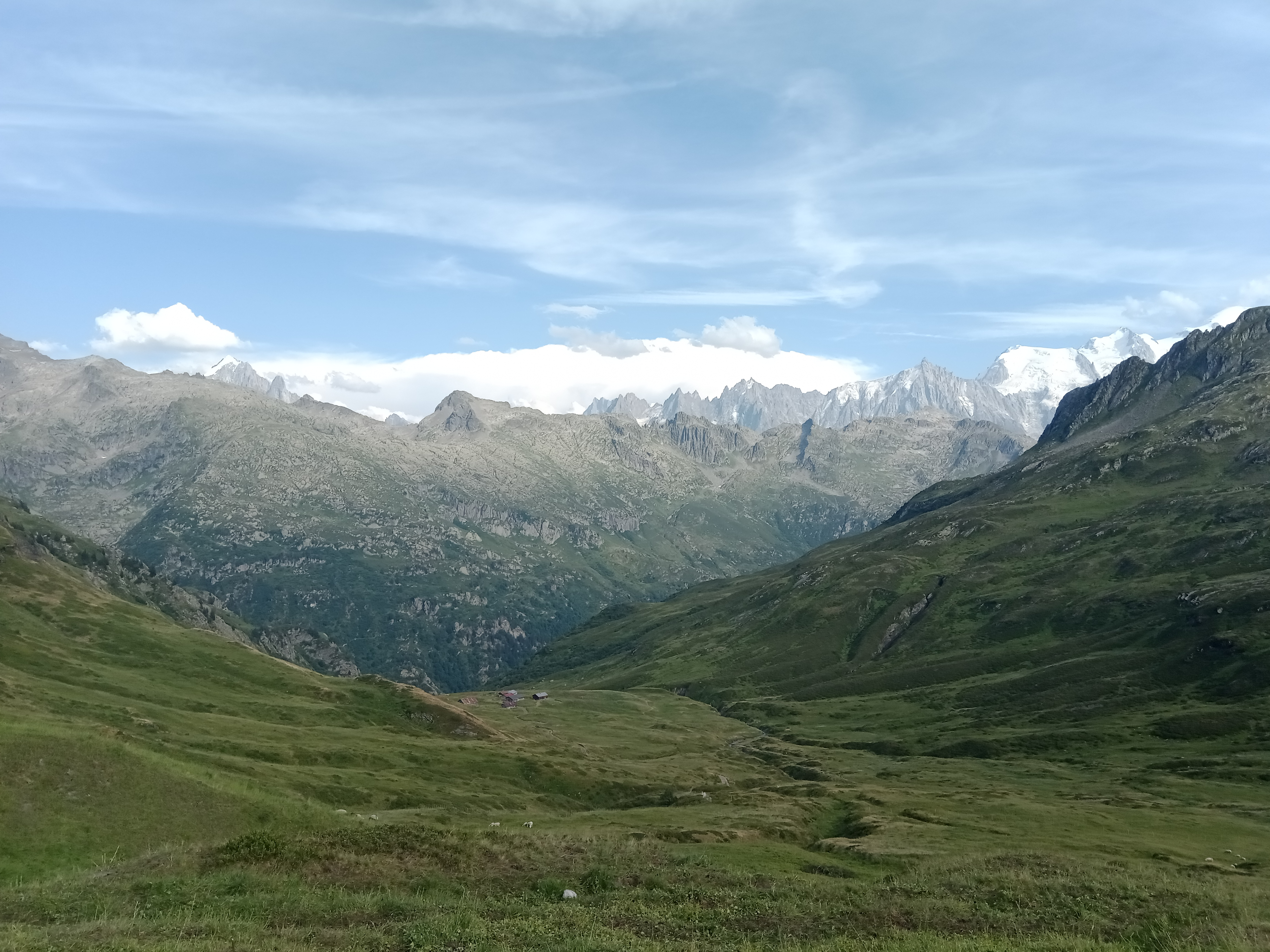
Les aiguilles Rouges depuis le refuge de Moëde Anterne, Passy

En 1968, une réserve intercommunale de chasse et de faune sauvage est mise en place dans la partie nord-est du territoire actuel. Dans les années 1970, un projet de station de ski voit le jour sur les massifs de Pormenaz et Moède mais n'aboutit pas. La municipalité souhaite alors se tourner vers le tourisme et prend un arrêté municipal en ce sens en 1978.
Quatre ans après celle des Aiguilles Rouges, la réserve naturelle de Passy est créée en 1980 pour établir une continuité avec celle de Sixt-Passy et former ainsi un vaste territoire protégé de 15 000 ha. Elle est délimitée en accord avec les élus locaux de manière à ne pas gêner l’implantation d’éventuelles remontées mécaniques.

## Écologie (biodiversité, intérêt écopaysager…)

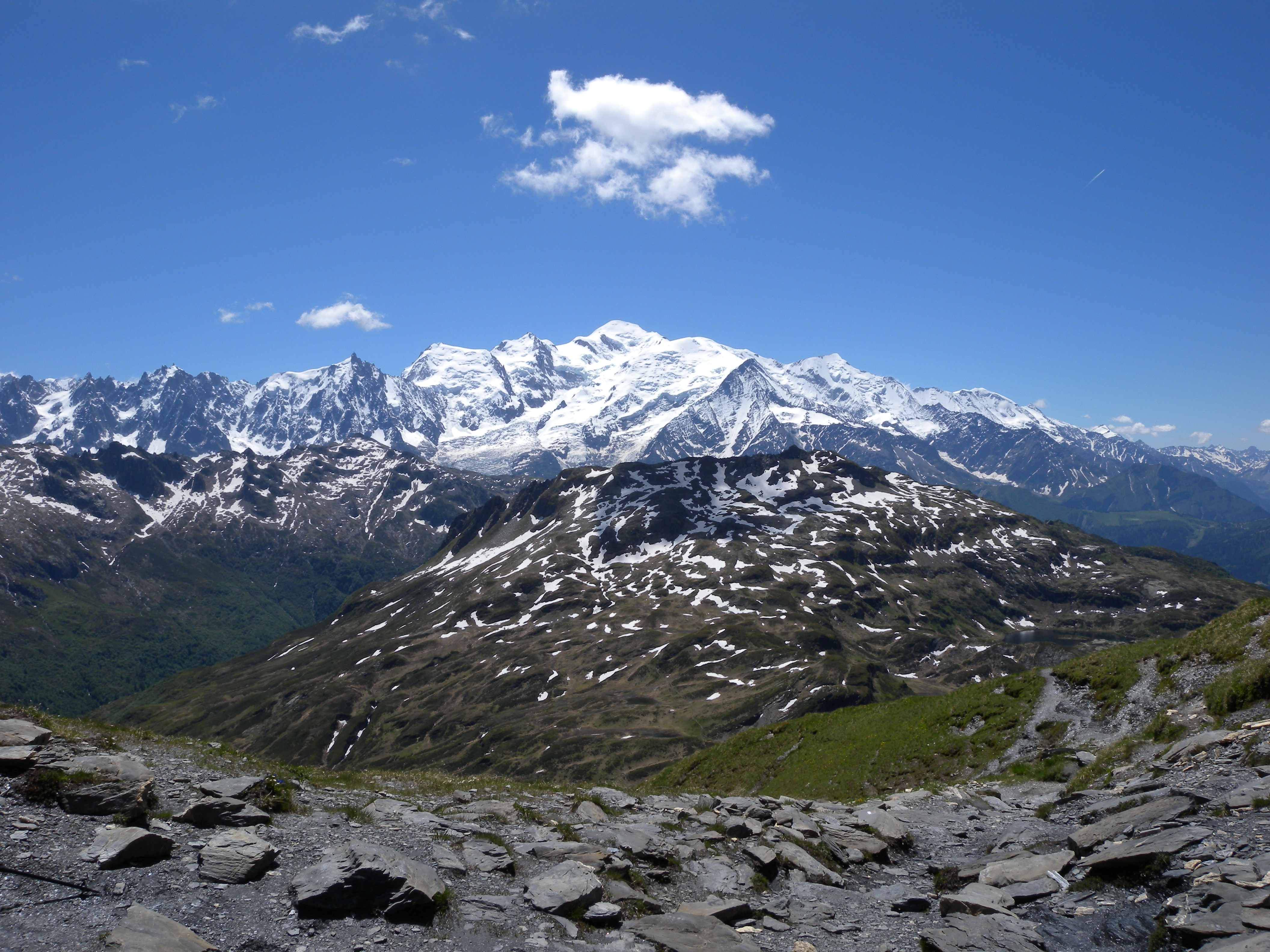
Massif de Pormenaz et mont Blanc.

Face au massif du Mont-Blanc, la réserve naturelle de Passy assure la jonction entre celles de Sixt-Passy et des Aiguilles Rouges. Dominée par les falaises calcaires des Fiz (600 m de parois verticales), elle protège également des roches siliceuses comme à la Pointe Noire de Pormenaz. De ce contraste minéralogique naît une grande diversité de milieux (pelouses, landes, zones humides) et d'espèces alpines (aigles, bouquetins…). La réserve comprend en partie le lac de Pormenaz.

### Géologie

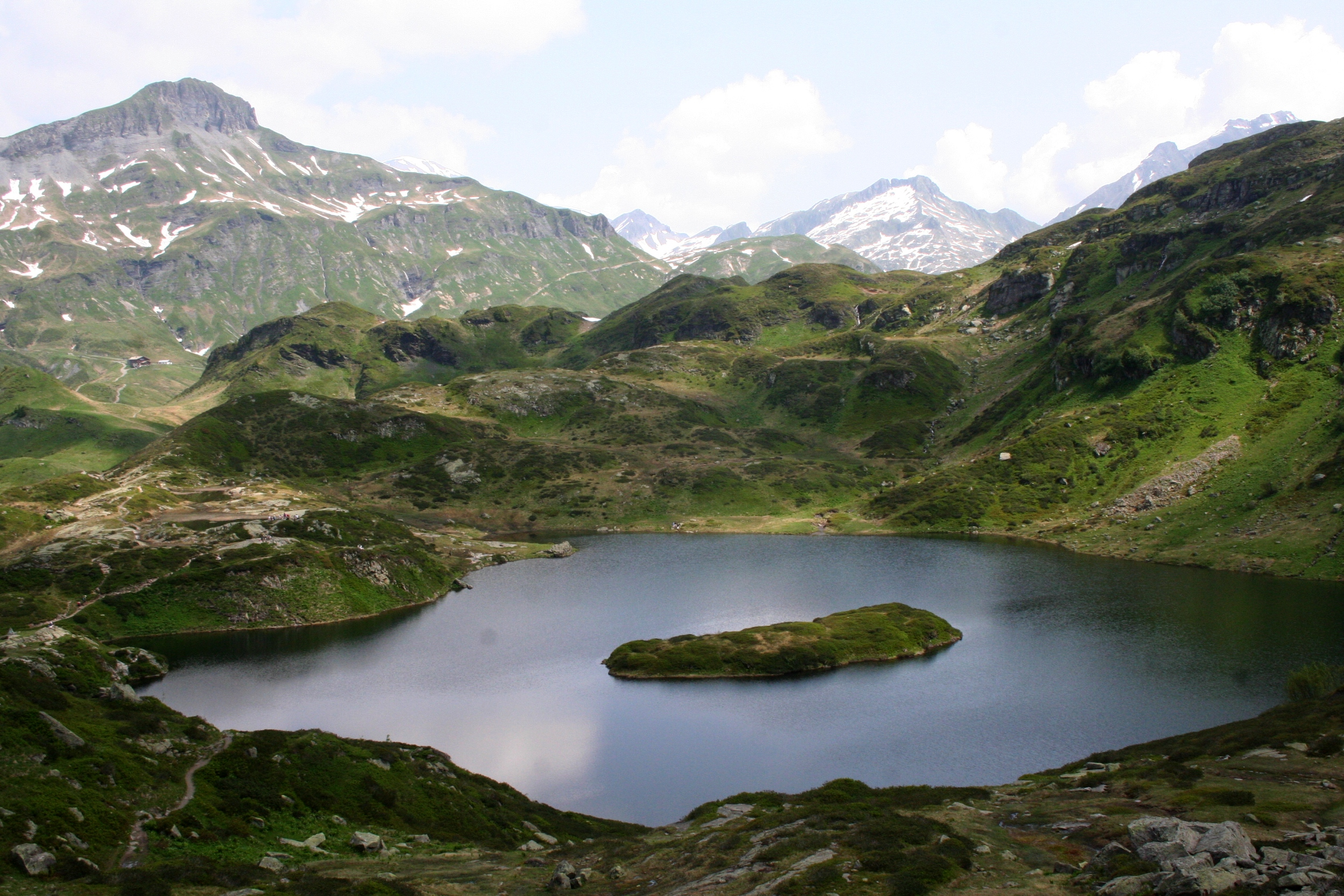
Le lac de Pormenaz.

La réserve naturelle de Passy résume en son sein l'histoire des montagnes. Les jeunes falaises de la chaîne des Fiz dominent les moutonnements plus anciens du massif de Pormenaz. Les Fiz représentent l'extrémité sud-orientale du massif de Platé. Les impressionnantes falaises forment, depuis la Pointe de Platé au sud-ouest jusqu'à celle de Sales au nord-est, une barrière pratiquement continue qui se coude à angle droit à la pointe d'Anterne (point où s'embranche l'arête qui court jusqu'au Buet en passant par le col d'Anterne). Cette muraille rocheuse est interrompue à mi distance de ses extrémités, au lieu-dit le Dérochoir, par un énorme cône d'éboulis qui la noie presque jusqu'à son sommet. C'est le résultat d'un important éboulement historique (1751), qui n'est par ailleurs que le dernier en date d'une série de glissements de versant qui affectent toute la pente jusqu'au lit de l'Arve.
À l'extrémité orientale de la falaise des Fiz, les escarpements de la pointe d'Anterne donnent, à la faveur du profond ravin du torrent du Souay (qui coule à son pied), une coupe complète de la succession stratigraphique. 
Juste en face, la montagne de Pormenaz correspond au massif cristallin des Aiguilles Rouges. La formidable poussée des Alpes continue encore de rapprocher les falaises calcaires des Fiz des roches siliceuses de Pormenaz.

### Flore

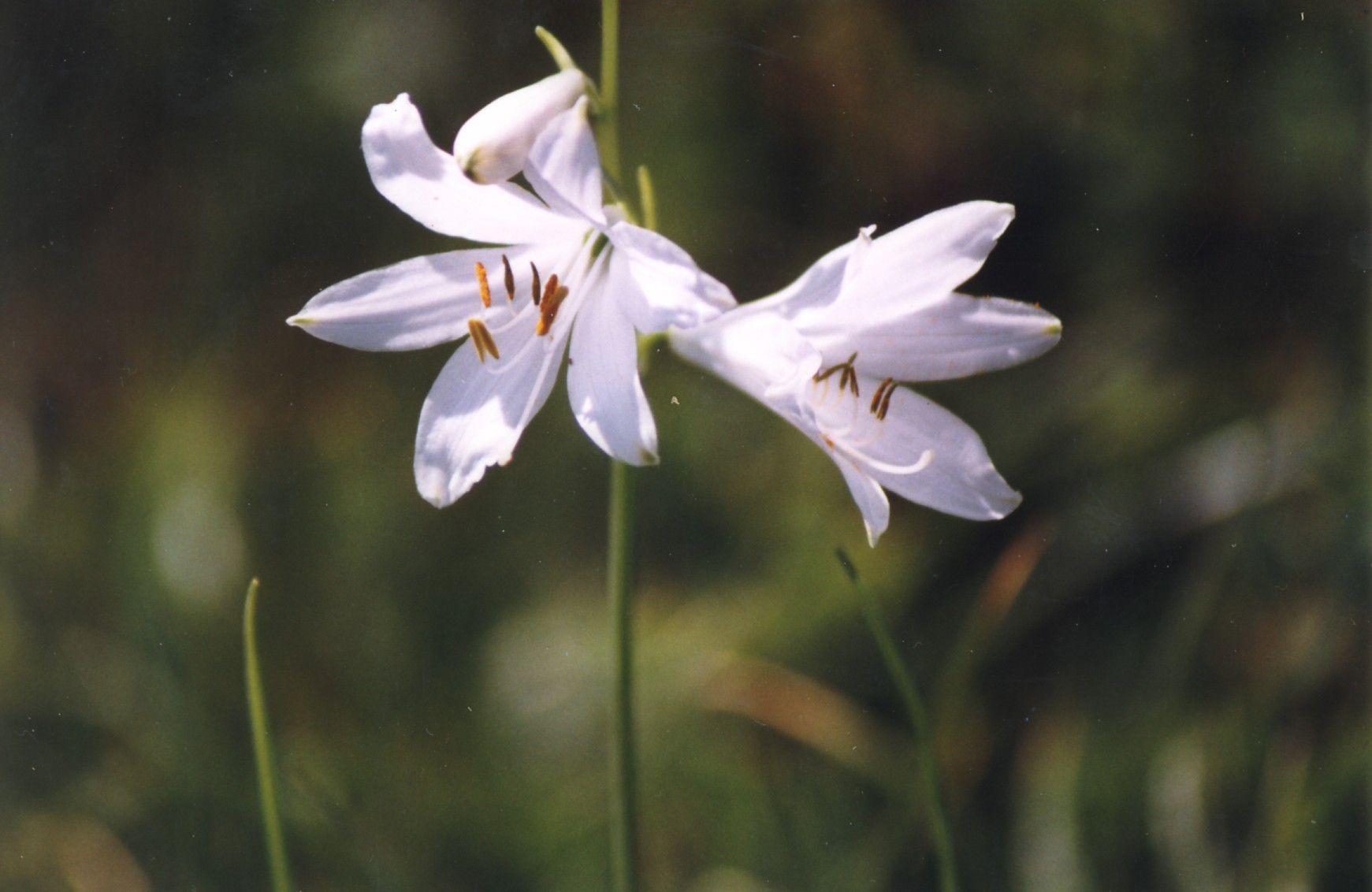
Lis de Saint-Bruno

La réserve compte presque exclusivement des milieux herbacés et des formations de ligneux bas. Le versant calcaire est colonisé par une dominante de pelouses sèches à Seslerie, qui s’effacent au profit de landes à Ericacées et Genévriers sur substrat siliceux, acide et mieux drainé. L'opposition de milieux secs et humides engendre une richesse floristique exceptionnelle. Au total, 530 espèces ont été répertoriées, parmi lesquelles le Lis de Saint-Bruno qui préfère les pâturages ou encore la Silène acaule qui colonise les secteurs rocailleux.

### Faune

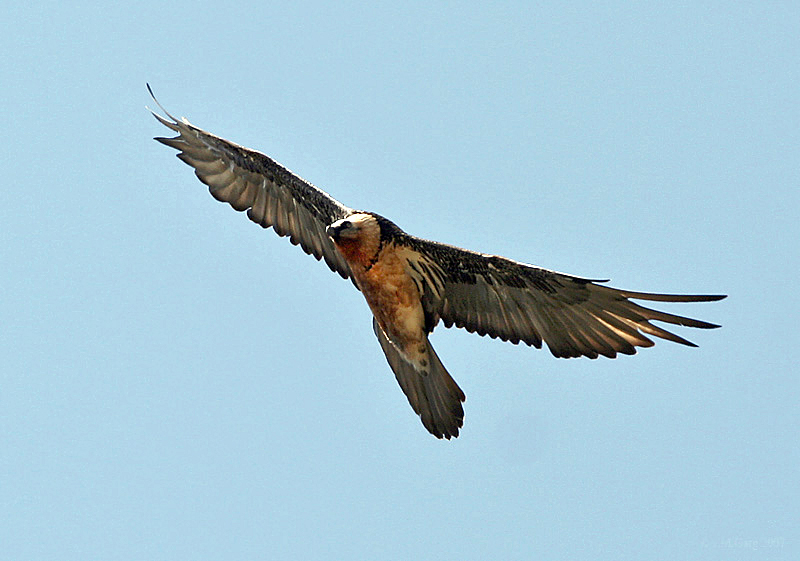
Gypaète barbu

La faune sur le territoire de la réserve naturelle est typique des zones de haute montagne, avec des espèces emblématiques comme le Bouquetin, le Chamois, le Tétras-lyre mais aussi la Gélinotte, la Marmotte, le Lagopède alpin. De nombreux oiseaux nichent dans les cavités des falaises : Gypaète barbu, Aigle royal, etc. Les troupeaux de vaches et de moutons entretiennent les pâturages d'altitude.

## Intérêt touristique et pédagogique
La réserve naturelle est parcourue par de nombreux sentiers de randonnée pédestre. On y trouve aussi le refuge de Moède Anterne. Le GR 5 traverse la réserve naturelle depuis le col d'Anterne jusqu'au pont d'Arlevé.

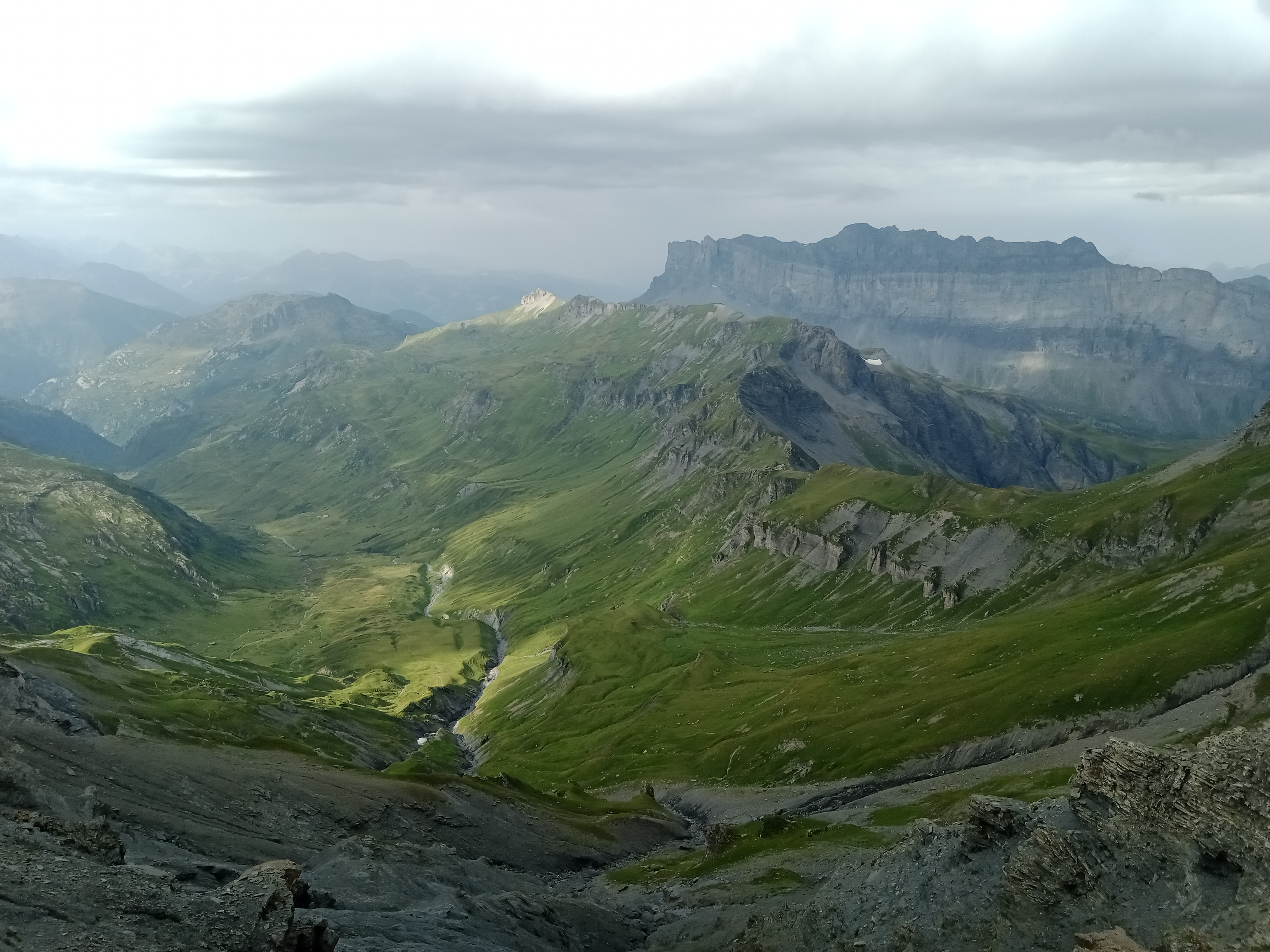
La réserve naturelle depuis le mont Buet au nord-est.

## Administration, plan de gestion, règlement
La réserve naturelle est gérée par ASTERS, le Conservatoire d'espaces naturels de Haute-Savoie. Le plan de gestion 2009-2018 est le deuxième plan de gestion de la réserve naturelle.
La réglementation interdit la cueillette des plantes et le ramassage des fossiles, le bivouac, les chiens même tenus en laisse, le survol à moins de 300m du sol, tandis que la chasse ou la pêche et la circulation des véhicules à moteur nécessaires pour les alpages, la forêt ou les refuges sont autorisées.

### Outils et statut juridique
La réserve naturelle a été créée par un décret du 22 décembre 1980. Elle est comprise en totalité dans le SIC Haut Giffre et dans la ZPS Haut Giffre.